# نیروگاه هسته‌ای ریونه
نیروگاه هسته‌ای ریونه (به لاتین: Rivne Nuclear Power Plant) یک نیروگاه هسته‌ای در اوکراین است که در استان ریونه واقع شده‌است.